# Бардымский район
Барды́мский райо́н — административный район Пермского края. На территории района образован Бардымский муниципальный округ. Административный центр — село Барда.
Является территорией компактного проживания татар и башкир.

## География
Территория — 2382,3 км². Граничит с Осинским, Чернушинским городскими округами, Кунгурским, Уинским, Куединским и Еловским муниципальными округами Пермского края. Климат умеренно континентальный.
Район расположен в зоне хвойно-широколиственных лесов. Рельеф территории увалистый. Преобладают дерновосредне- и слабоподзолистые глинистые и суглинистые почвы. Земли сельскохозяйственного пользования занимают около 40 % площади района. Половина территории района (более 128 тыс. га) занята лесами, преимущественно темнохвойными и берёзовыми.
Реки района — Тулва и её притоки: Барда, Ашап, Шлык, Малая Амзя и Большая Амзя. На берегах Тулвы встречаются дубовые рощи, кустарники степной вишни, кедры, клёны, лиственницы, дикие яблони.
Памятники природы на территории района: Куземьяровский и Красноярский орешники, Бардымская Вишнёвая гора, Сарашевская дубрава, Кленовая гора — наиболее северное местонахождение чистого кленового леса, Красноярская гора, Печменские родники, Тюндюковское болото, Батырбаевские дубово-липовые леса.
В лесах района можно встретить лося, медведя, кабана, лису, зайца, волка, енотовидную собаку и других животных. Из редких птиц гнездятся журавли, серые цапли.
Региональный природный заказник — Тулвинский.
Месторождения полезных ископаемых: нефти, газа, глины, торфа, песка, песчано-гравийной смеси, минеральных удобрений.

## История
27 февраля 1924 года образован Красноярский район Сарапульского округа Уральской области с центром в селе Краснояр. В октябре 1924 года райцентр переносится в село Барда, а в декабре 1925 года район переименован в Бардымский.
Район был создан на базе Бардымской, Сарашевской, Елпачихинской, Шермеитской, Печменской, Крыловской (частично), Покрово-Ясыльской (частично) волостей Осинского уезда Пермской губернии. В 1926 году район состоял из 23 сельсоветов, в которых насчитывалось: 132 населённых пункта, 9749 хозяйств и 43 804 жителя.
С 10 мая 1934 года район находился в составе Свердловской области.
С октября 1938 года находился в составе Пермской области.
В феврале 1962 года район был ликвидирован, а 12 января 1965 года окончательно восстановлен.
С 2005 года — в составе Пермского края.

## Население
| 2000    | 2002    | 2005    | 2006    | 2007    | 2008    | 2009    | 2010    | 2011    |
| ------- | ------- | ------- | ------- | ------- | ------- | ------- | ------- | ------- |
| 28 602  | ↘27 904 | ↘27 584 | ↘27 500 | →27 500 | ↗27 529 | ↗27 663 | ↘25 538 | ↗25 588 |
| 2012    | 2013    | 2014    | 2015    | 2016    | 2017    | 2018    | 2019    | 2020    |
| ↘25 431 | ↘25 249 | ↘25 172 | ↘24 700 | ↗25 291 | ↘25 202 | ↘25 059 | ↘24 791 | ↘24 556 |
| 2021    | 2023    |         |         |         |         |         |         |         |
| ↗26 492 | ↘26 401 |         |         |         |         |         |         |         |

### Национальный состав
Национальный состав по результатам переписи 2020 года: татары — 64,5 %, башкиры — 25,1 %, русские — 7,3 %.
Среди 25 098 человек, указавших национальную принадлежность во время Всероссийской переписи населения (2010): башкиры — 13 849 чел. (55,18 %), татары — 9050 чел. (36,06 %), русские — 1874 (7,47 %). Остальных национальностей (украинцы, узбеки, удмурты и другие) менее, чем по 0,5 %.
Этническая особенность населения района состоит в том, что во время переписи населения 98 % башкир назвали родным языком татарский, и только 1,5 % — башкирский.
Национальный состав по переписям населения:
| Год  | башкиры | татары | русские | ВСЕГО чел. |
| ---- | ------- | ------ | ------- | ---------- |
| 1989 | 85,1 %  | 4,9 %  | 8,3 %   | 29 320     |
| 2002 | 59,5 %  | 32,3 % | 7,2 %   | 27 904     |
| 2010 | 55,3 %  | 36,1 % | 7,4 %   | 25 538     |
| 2020 | 25,1%   | 64,5%  | 7,3%    | 26 492     |

Соотношение численности башкир и татар по переписям населения:
| Год  | башкиры чел. | башкиры % | татары чел. | татары % | ВСЕГО чел. |
| ---- | ------------ | --------- | ----------- | -------- | ---------- |
| 1959 | 28 248       | 88,6 %    | 3 625       | 11,4 %   | 31 873     |
| 1979 | 27 799       | 94,7 %    | 1 556       | 5,3 %    | 29 355     |
| 1989 | 24 951       | 94,5 %    | 1 459       | 5,5 %    | 26 410     |
| 2002 | 16 606       | 64,8 %    | 9 025       | 35,2 %   | 25 631     |
| 2010 | 13 846       | 60,5 %    | 9 022       | 39,5 %   | 22 868     |
| 2020 | 6 660        | 28,1%     | 17 086      | 71,9 %   | 23 746     |

## Муниципальное устройство
В рамках организации местного самоуправления на территории района функционирует Бардымский муниципальный округ (с 2004 до 2020 гг. — Бардымский муниципальный район).
С 2004 до 2020 гг. в состав существовавшего в этот период муниципального района входили 12 сельских поселений:
| №  | Наименование                      | Административный центр | Количество населённых пунктов | Население (чел.) | Площадь (км²) |
| -- | --------------------------------- | ---------------------- | ----------------------------- | ---------------- | ------------- |
| 1  | Бардымское сельское поселение     | село Барда             | 4                             | ↗10 286          | 232,69        |
| 2  | Березниковское сельское поселение | село Березники         | 5                             | ↘1265            | 157,59        |
| 3  | Бичуринское сельское поселение    | село Бичурино          | 4                             | ↘1480            | 204,29        |
| 4  | Брюзлинское сельское поселение    | село Брюзли            | 3                             | ↘680             | 115,82        |
| 5  | Елпачихинское сельское поселение  | село Елпачиха          | 4                             | ↘1780            | 141,59        |
| 6  | Красноярское сельское поселение   | село Краснояр-I        | 3                             | ↘2303            | 103,49        |
| 7  | Новоашапское сельское поселение   | село Новый Ашап        | 5                             | ↘364             | 164,80        |
| 8  | Печменское сельское поселение     | село Печмень           | 7                             | ↘1419            | 285,20        |
| 9  | Сарашевское сельское поселение    | село Сараши            | 7                             | ↘2325            | 242,36        |
| 10 | Тюндюковское сельское поселение   | село Тюндюк            | 6                             | ↘1194            | 193,28        |
| 11 | Федорковское сельское поселение   | село Федорки           | 4                             | ↘1036            | 211,66        |
| 12 | Шермейское сельское поселение     | село Шермейка          | 9                             | ↘424             | 329,54        |

В 2019 году все сельские поселения вместе с Бардымским муниципальным районом были упразднены и c переходным периодом до 1 января 2021 года преобразованы путём их объединения в новое муниципальное образование — Бардымский муниципальный округ.

## Населённые пункты
В Бардымский район входит 61 населённый пункт.
| №  | Населённый пункт | Тип     | Население | Бывшее сельское поселение |
| -- | ---------------- | ------- | --------- | ------------------------- |
| 1  | Акбаш            | село    | ↘540      | Федорковское              |
| 2  | Аклуши           | село    | ↘432      | Тюндюковское              |
| 3  | Амировка         | деревня | ↘23       | Печменское                |
| 4  | Антуфьево        | деревня | ↘45       | Шермейское                |
| 5  | Асюл             | деревня | ↘110      | Печменское                |
| 6  | Барда            | село    | ↗9972     | Бардымское                |
| 7  | Бардабашка-I     | деревня | ↘261      | Бичуринское               |
| 8  | Бардабашка-II    | деревня | ↘45       | Бичуринское               |
| 9  | Батырбай         | деревня | ↘105      | Брюзлинское               |
| 10 | Березники        | село    | ↘464      | Березниковское            |
| 11 | Бичурино         | село    | ↘1047     | Бичуринское               |
| 12 | Брюзли           | село    | ↘374      | Брюзлинское               |
| 13 | Верхний Ашап     | деревня | ↘74       | Новоашапское              |
| 14 | Верх-Шлык        | деревня | ↘144      | Тюндюковское              |
| 15 | Елпачиха         | село    | ↘1292     | Елпачихинское             |
| 16 | Зайцево          | деревня | ↘18       | Шермейское                |
| 17 | Зязелга          | деревня | ↘144      | Печменское                |
| 18 | Игатка           | деревня | ↘7        | Сарашевское               |
| 19 | Искирский        | посёлок | ↘3        | Шермейское                |
| 20 | Искирь           | деревня | ↘209      | Елпачихинское             |
| 21 | Ишимово          | деревня | ↘455      | Березниковское            |
| 22 | Караул           | деревня | ↘15       | Шермейское                |
| 23 | Кармановка       | деревня | ↘290      | Печменское                |
| 24 | Константиновка   | село    | ↘496      | Печменское                |
| 25 | Конюково         | деревня | ↘116      | Елпачихинское             |
| 26 | Краснояр-I       | село    | ↗1998     | Красноярское              |
| 27 | Краснояр-II      | село    | ↗678      | Красноярское              |
| 28 | Кудаш            | деревня | ↘185      | Березниковское            |
| 29 | Куземьярово      | село    | ↘433      | Березниковское            |
| 30 | Мостовая         | деревня | ↘337      | Бардымское                |
| 31 | Нарадка          | деревня | ↘22       | Сарашевское               |
| 32 | Нижняя Искильда  | деревня | ↘138      | Печменское                |
| 33 | Низовское        | деревня | ↘21       | Шермейское                |
| 34 | Никольск         | деревня | ↘46       | Новоашапское              |
| 35 | Новая Казанка    | деревня | ↘128      | Тюндюковское              |
| 36 | Новый Ашап       | село    | ↘330      | Новоашапское              |
| 37 | Новый Чад        | деревня | ↘37       | Тюндюковское              |
| 38 | Печмень          | село    | ↘440      | Печменское                |
| 39 | Сараши           | село    | ↘1435     | Сарашевское               |
| 40 | Старый Ашап      | деревня | ↘46       | Тюндюковское              |
| 41 | Старый Чад       | деревня | ↘131      | Бардымское                |
| 42 | Султанай         | село    | ↘411      | Сарашевское               |
| 43 | Сюзянь           | деревня | ↘375      | Брюзлинское               |
| 44 | Талканка         | деревня | ↘22       | Новоашапское              |
| 45 | Танып            | село    | ↘560      | Сарашевское               |
| 46 | Тюндюк           | село    | ↘669      | Тюндюковское              |
| 47 | Уймуж            | село    | ↘299      | Федорковское              |
| 48 | Усаклы           | деревня | →3        | Сарашевское               |
| 49 | Усть-Ашап        | деревня | ↘99       | Сарашевское               |
| 50 | Усть-Тунтор      | деревня | ↘277      | Елпачихинское             |
| 51 | Усть-Шлык        | деревня | ↘47       | Новоашапское              |
| 52 | Утяй             | деревня | ↘0        | Красноярское              |
| 53 | Учкул            | деревня | ↘78       | Бичуринское               |
| 54 | Федорки          | село    | ↘371      | Федорковское              |
| 55 | Чалково          | деревня | ↘85       | Бардымское                |
| 56 | Чувашаево        | деревня | ↘38       | Березниковское            |
| 57 | Шабарка          | деревня | ↘175      | Шермейское                |
| 58 | Шермеинск        | деревня | ↘6        | Шермейское                |
| 59 | Шермейка         | село    | ↘253      | Шермейское                |
| 60 | Щипа             | деревня | ↘26       | Шермейское                |
| 61 | Юкшур            | деревня | ↗62       | Федорковское              |

По состоянию на 1 января 1981 года на территории Бардымского района находилось всего 67 населённых пунктов.

### Упразднённые населённые пункты
7 апреля 2008 года упразднены как фактически прекратившие существование и исключены из учетных данных деревня Ермия и посёлок Лесоучасток.

## Экономика
На протяжении своей истории округ остается преимущественно сельскохозяйственным.
Существенную долю в структуре экономики Бардымского муниципального округа приходится на размещение объектов нефте и газо добычи. Экономический потенциал округа формируют крупные промышленные предприятия, такие как ПАО «ЛУКОЙЛ», ПАО «Газпром», также субъекты малого и среднего предпринимательства, общества с ограниченной ответственностью, индивидуальные предприниматели, крестьянские (фермерские) хозяйства, самозанятые граждане и личные подсобные хозяйства.
На территории округа расположены сельскохозяйственные предприятия по переработке продукции: хлебопекарни, молочная ферма по переработке молока, птицеводческая ферма по выпуску перепелиных яиц.
Сельское хозяйство
Сельскохозяйственные земли занимают большую площадь округа. В этой области действует 7 обществ с ограниченной ответственностью, 2 сельскохозяйственных потребительских кооператива, 66 крестьянских (фермерских) хозяйств, более 1000 самозанятых граждан и около 13 000 личных подсобных хозяйств.
К основным направлениям сельскохозяйственного производства относятся: животноводство, растениеводство, птицеводство, аквакультура, кролиководство, пчеловодство, овцеводство.
Наибольшую площадь под сельскохозяйственными культурами занимают: зерновые, в том числе пшеница, овес, ячмень, картофель и кормовые культуры.
В сфере животноводства сельскохозяйственные предприятия занимаются содержанием КРС молочного и мясного направления, овцеводством и разведением лошадей. Предприниматели производят молочную продукцию, мясо КРС и продукцию пчеловодства.
В личных подсобных хозяйствах развиты такие направления как: пчеловодство, птицеводство, овцеводство и кролиководство.
По видам деятельности бизнес в Бардымском муниципальном округе представлен достаточно разнообразно. Бардымские предприниматели занимаются изготовлением изделий народных промыслов и ремесел, оказывают услуги в сфере транспортных перевозок, торговли, образования, медицины, культурного досуга и общественного питания, выполняют строительно-монтажные работы; производством и переработкой продукции: хлебобулочные изделия, полуфабрикаты из мяса, кондитерские изделия.
Торговые центры: «Олимп», «Сирень», «Рустам», «Центр».
Также на территории Бардымского округа работают сети магазинов «Евросеть», «Билайн», «Император», «Магнит», «Магнит косметик», «Пятерочка», «Монетка», «Красное Белое», «Бристоль», «Лион», «Доброцен».

## Социальная сфера и культура

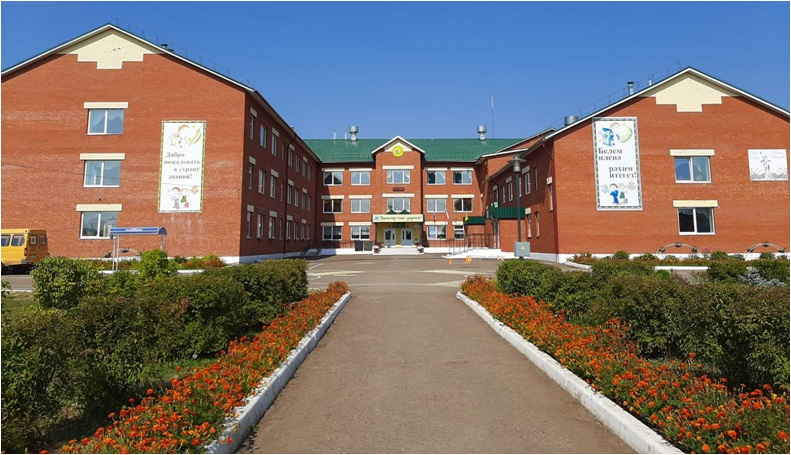
МАОУ «Бардымская гимназия им. Г.Тукая»

Сеть образовательных организаций Бардымского муниципального округа состоит из 10 общеобразовательных школ, 2 учреждений дополнительного образования, 1 муниципального детского сада, 4 частных и 22 детских садов — структурных подразделений школ.

В целях методического обеспечения, функционирования и развития образовательных учреждений, повышения профессиональной квалификации педагогов, совершенствования их методического мастерства и повышения качества образования МКУ «Бардымский центр методического и материально-технического обеспечения» сопровождает работу 31 профессионального объединения учителей-предметников.

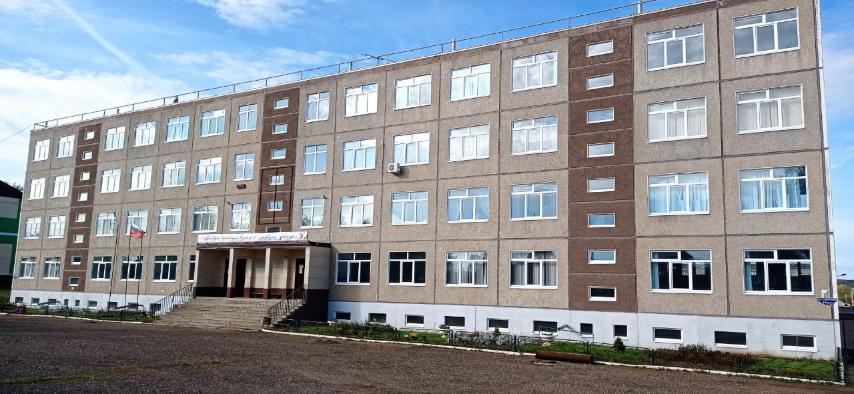
МАОУ «Бардымская СОШ № 2»

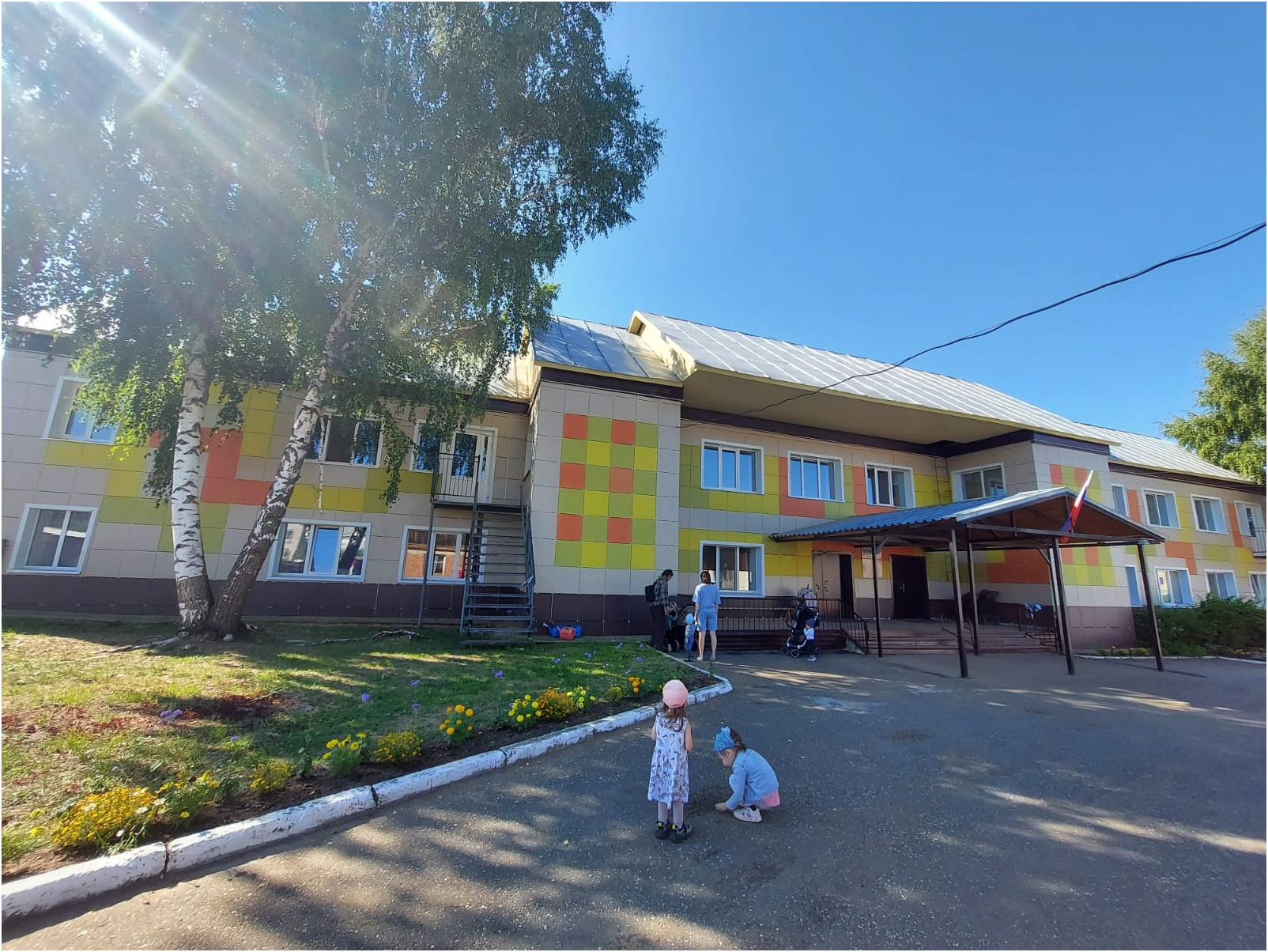
МАДОУ «Бардымский детский сад» СП «Петушок»

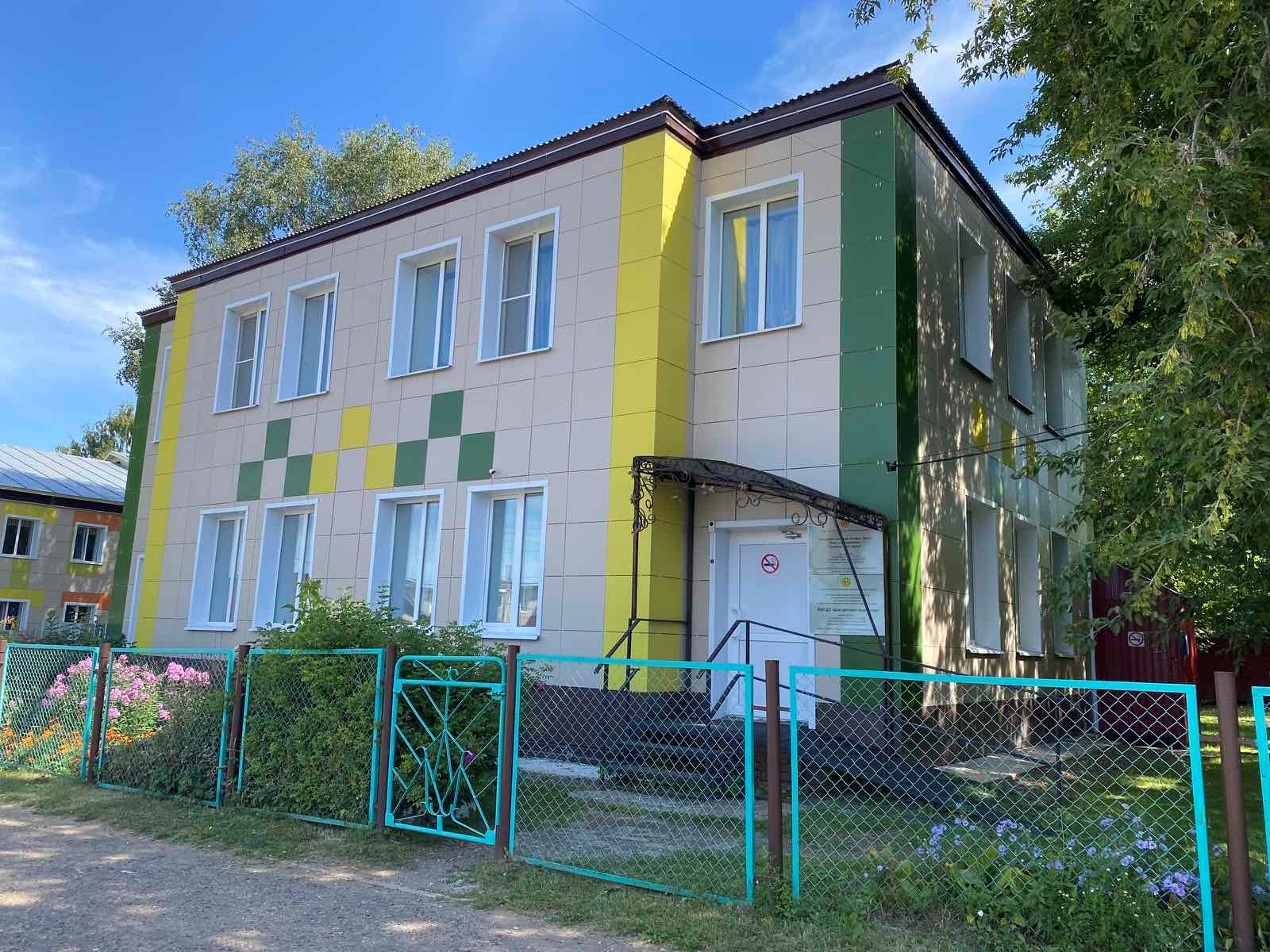
МАУ ДО «Дом детского творчества»

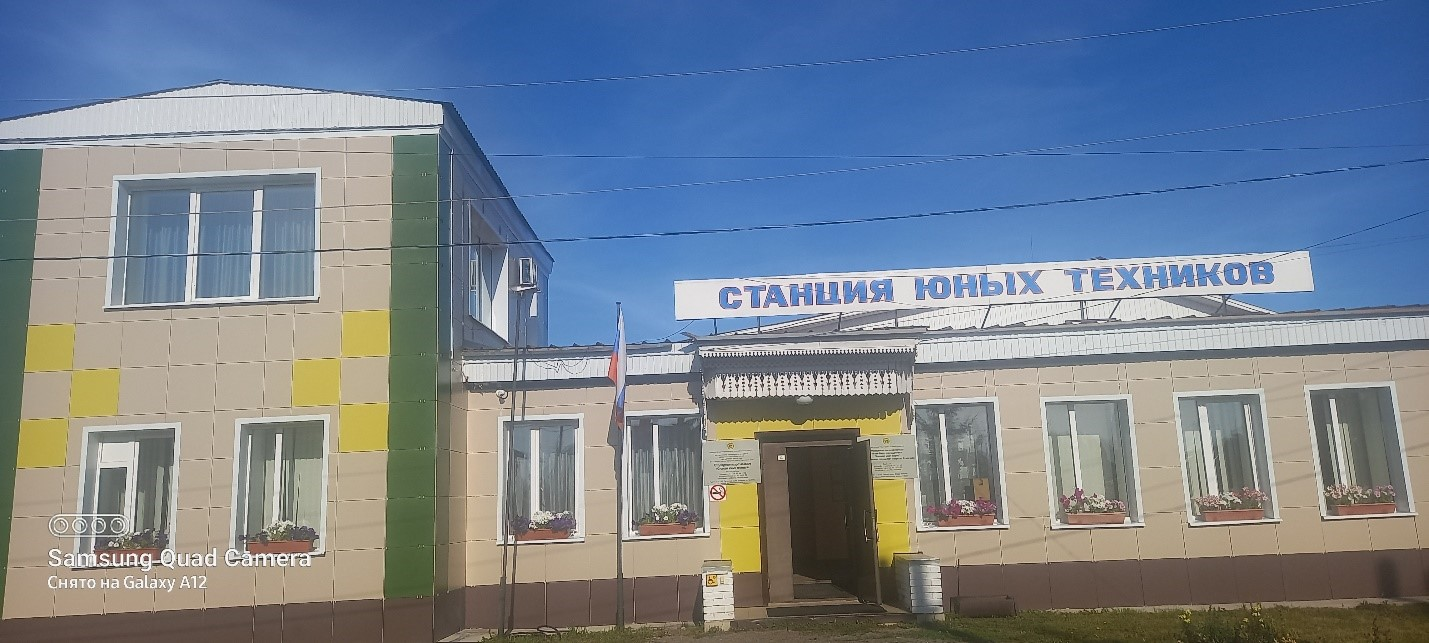
МАУ ДО «Дом детского творчества» СП «Станция юных техников»

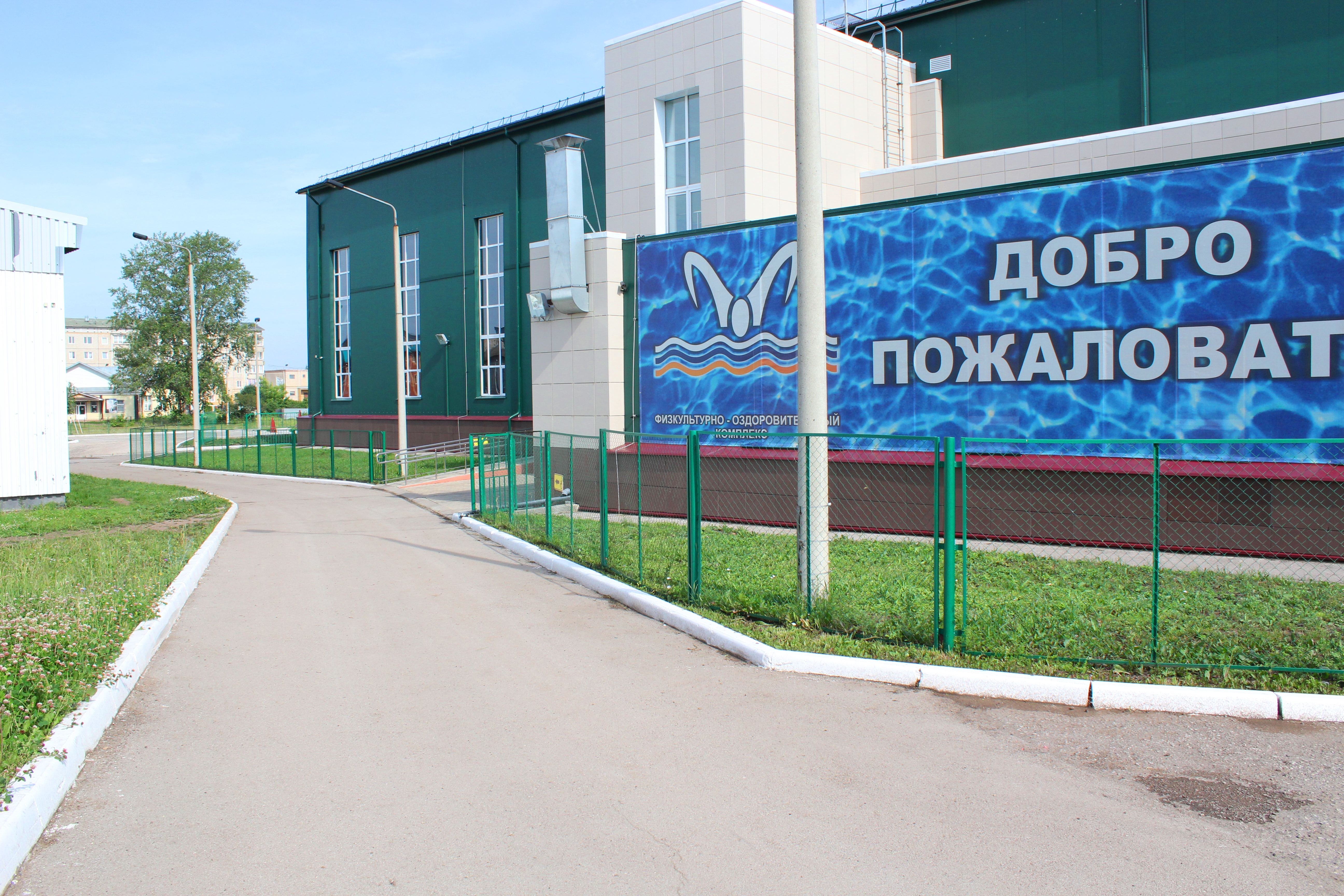
МАУ ДО «Детско-юношеская спортивная школа»

Помимо основных образовательных программ, в детских садах округа организовано обучение детей с ограниченными возможностями здоровья на основе адаптированных основных общеобразовательных программ и адаптированных образовательных программ. Активно развивается сфера технического творчества детей, робототехники и технического конструирования.
Образовательные организации Бардымского муниципального округа принимают активное участие в реализации национального проекта «Образование». В рамках федерального проекта «Современная школа» ведется строительство двух школ: Тюндюковской средней, Брюзлинской основной общеобразовательных школ. С сентября 2020 года на базе МАОУ «Бардымская гимназия имени Г.Тукая» работает Центр образования цифрового и гуманитарного профилей «Точка роста», в котором обучающиеся округа имеют возможность осваивать новые технологии, используя современное оборудование.
С 2020 года в рамках национального проекта «Безопасные качественные дороги» по программе «Безопасное поведение на дорогах» совместно с Бардымским филиалом ГБПОУ «Краевой политехнический колледж» при поддержке местного бюджета проводится обучение старшеклассников на курсах вождения категориям В и С. Это содействует профориентации школьников и расширяет образовательные услуги.
Воспитательную среду образовательных организаций округа отличает большое внимание развитию этнокультурного (татаро-башкирского) содержания образования, 96 % школьников изучают родной (татарский) язык. В детских садах проводятся занятия по изучению национальной культуры, фольклорная кружковая работа, национальные мини-музеи в группах, ежегодный традиционный муниципальный фестиваль национальных культур и др. Помимо многочисленных мероприятий школьного и муниципального уровней, способствует развитию национального самосознания и межкультурного общения участие школьников в региональной, межрегиональной, международной олимпиаде по татарскому языку и литературе, где они ежегодно завоевывает призовые места. Также организуется участие детей в конкурсах, фестивалях, проектах, проводимых в тесном сотрудничестве с Министерствами образования и науки Республики Башкортостан, Республики Татарстан, общественными организациями.
Составной частью образовательной системы Бардымского муниципального округа являются учреждения дополнительного образования — МАУ ДО «Дом детского творчества» (имеет структурное подразделение «Станция юных техников») и МАУ ДО «Детско — юношеская спортивная школа». Охват детей допобразованием от 5 до 18 лет составляет 68 %.
Особое внимание в округе уделяется развитию физической культуры и спорта, улучшению спортивной инфраструктуры округа, привлечению детей к здоровому образу жизни. На 80 спортивных объектах проводятся учебно-тренировочные занятия и различные спортивные мероприятия: это 22 спортивных зала, 17 универсальных спортивных площадок, 7 универсальных спортивных площадок с хоккейными бортами, 22 площадок с тренажерами, 6 стадионов, 1 центральный межшкольный стадион, 3 лыжных и 1 лыжероллерная трассы, 1 бассейн с большой и малой чашей при ФОК «Батыр».
Население обслуживают 42 учреждения культуры, в том числе 16 сельских библиотек, модельные центральная и детская библиотеки, детская школа искусств, краеведческий музей, народный театр и др., к услугам верующих работают 30 мечетей и одна церковь.
С 1931 года издаётся районная газета «Таң» (Рассвет) на татарском и русском языках. С 2010 года выходит веб-версия газеты «Рассвет». В 2005 году начали выходить газеты «Тол буйлары» и «Нурлы Барда». С 1993 года работает местное телевидение.

## Объекты культурного наследия
На территории Бардымского муниципального округа имеется 8 объектов культурного наследия. Объекты включены в Государственные списки памятников истории и культуры Пермской области:
1. Больница земская: главный корпус, амбулатория, дом врача (Пермский край, Бардымский район, с. Барда, ул. Ленина 21);
2. Мечеть (Пермский край, Бардымский район, с. Барда, ул. Свердлова, 17 а);
3. Школа земская (Пермский край, Бардымский район, с. Краснояр I, ул. Ленина, д.66);
4. Правление волостное (Пермский край, Бардымский район, с. Краснояр I, ул. Ленина, д.87);
5. Правление волостное (Пермский край, Бардымский район, ул. Ленина, д.79);
6. Склеп-мавзолей (Пермский край, Бардымский район, с. Танып, кладбище);
7. Могила Гаты-хазрата (Пермский край, Бардымский район, д. Султанай, кладбище);
8. Татаро-башкирская школа им. Ш. Сунгалеева (Пермский край, Бардымский район, с. Сараши).

## Памятники археологии
На территории округа насчитывается 45 памятников археологии: селища, городища, могильники: Аклушинское I городище, Аклушинское I селище, Аклушинское II городище, Баланкуак, стоянка , Бардымское I городище, Бардымское I селище, Бардымское II городище, Бардымское II селище, Бардымское III городище, Бардымское III селище, Бардымское IV городище, Бардымское IV селище, Бардымское V городище, Бардымское V селище, Березники, поселение, Бичурино, поселение, Елпачихинское I селище, Елпачихинское II селище, Елпачихинское III селище, Елпачиха, поселение, Ишимовское городище, Красноярский I могильник, Красноярское I селище, Красноярское II селище, Красноярское III селище, Красноярское I городище, Кудашевский I могильник, Кудашевское I селище, Кудашевское I городище, Кудашевское II городище, Кудашевское III городище, Куземьяровское I городище, Куземьяровское II городище, Куземьровское I селище, Куземьяровское II селище, Куземьровское местонахождение-кости мамонта, Сараши, городище, Султанайское I селище, Султанайское II селище, Чувашаевское I селище, Чувашаевское II селище, Шермейское I городище, Шермейское I селище, Шермейское II селище, Федорковское городище.

## Достопримечательности
с. Барда: Площадь Победы, Памятник В. И. Ленину, памятник «Павшим в Великой Отечественной войне 1941—1945 г.г.», стела участникам Великой Отечественной войны. Памятники жертвам гражданской войны, памятник Герою Социалистического труда А. П. Курочкиной, памятник Великому татарскому поэту Г. Тукаю, Памятник «Гусь», Памятник Туктамышу Ижбулатову и арт — объект «Родовое древо Т. Ижбулатова». Арт — объекты: «Золотые книги предков» , «Бардымская картошка», «Тюбетейка счастья», стрит — Арт «Гусь бард», «Я люблю тебя Барда», «Бэхет Бардада».
Соборная мечеть, краеведческий музей (МАУ «Бардымский центр культуры и досуга»), музей этнографии (МАОУ «Бардымская гимназия им. Г. Тукая»), сквер Дружбы, Бардымский пруд, горнолыжный комплекс «Snow park».
с. Березники: Обелиск участникам Великой Отечественной войны, памятник Масгуту Имашеву, арт- объект «Бардымская тюбетейка», памятник полному кавалеру орденов Славы А. Г. Даутову (д. Ишимово), музей «Бардымская тюбетейка», Кудашевский могильник.
с. Сараши: Обелиск участникам Великой Отечественной войны, памятник герою Советского Союза Ш. Г. Казанбаеву.
с. Елпачиха: Обелиск участникам Великой Отечественной войны, арт — объект «Дерево любви», парк, горнолыжный комплекс «Веселая гора».
с. Тюндюк: Обелиск участникам Великой Отечественной войны, родник «Төңгук чишмәсе».
с. Шермейка: Обелиск участникам ВОВ, часовня Николая Чудотворца.

### Известные люди
- Абдей Абдуллов — участник Крестьянской войны 1773—1775 гг. Полковник А. И. Пугачёва. Мулла.
- Адигут Темясов — участник Крестьянской войны 1773—1775 гг. Полковник А. И. Пугачёва.
- Адутовы — башкирские кантонные начальники.
- Адыл Ашменев — участник Крестьянской войны 1773—1775 гг. Походный старшина А. И. Пугачёва.
- Аминов, Зариф Хурамшович — ветеран Советско-финской и Великой Отечественной войн, Полный кавалер ордена Славы.
- Батыркай Иткинин — участник Крестьянской войны 1773—1775 гг. Полковник А. И. Пугачёва.
- Мукатанов, Асхат Хатмуллович — российский учёный-почвовед, географ, доктор биологических наук (1987). Заслуженный деятель науки Республики Башкортостан (1996).
- Казанбаев, Шарифзян Габдурахманович, Герой Советского Союза.
- Туктамыш Ижбулатов — крупный рудопромышленник, старшина Гайнинской волости Осинской дороги, купец, первый депутат Уложенной комиссии (1767—1769) из башкир.
- Уразова, Гузель Аскаровна — Заслуженная Артистка Республики Татарстан.
- Чурагул Минлибаев — один из предводителей Башкирского восстания 1755—1756 гг.

### Почетные граждане Бардымского муниципального округа
Кучукбаев Рафхат Гарифуллович (присвоено решением Земского собрания Бардымского муниципального района от 29 мая 1998 г. № 66)
Искандарова Анна Ивановна (присвоено решением Земского собрания Бардымского муниципального района от 25 сентября 1998 г. № 73)
Абдалов Салих Закирович (присвоено решением Земского собрания Бардымского муниципального района от 30 апреля 1999 г. № 114)
Имашев Масхут Габдрахманович (присвоено решением Земского собрания Бардымского муниципального района от 19 ноября 1999 г. № 135)
Мусин Василь Миргалимович (присвоено решением Земского собрания Бардымского муниципального района от 29 сентября 2000 г. № 212)
Валиуллин Равиль Шарипович (присвоено решением Земского собрания Бардымского муниципального района от 02 ноября 2001 г. № 84)
Зимасов Ахматриза Камилевич (присвоено решением Земского собрания Бардымского муниципального района от 02 ноября 2001 г. № 85)
Аитов Габдулахат Габдулхакович (присвоено решением Земского собрания Бардымского муниципального района от 16 мая 2003 г. № 235)
Насыров Гаяз Закирович (присвоено решением Земского собрания Бардымского муниципального района от 11 июня 2004 г. № 360)
Ишманов Барый Габдуллович (присвоено решением Земского собрания Бардымского муниципального района от 27 мая 2005г № 58)
Масальских Василий Иванович (присвоено решением Земского собрания Бардымского муниципального района от 11 мая 2006 г. № 219)
Ягафаров Шарифхан Шарифуллович (присвоено решением Земского собрания Бардымского муниципального района от 11 мая 2006 г. № 220)
Рангулова Гашира Гаптелахатовна (присвоено решением Земского собрания Бардымского муниципального района от 7 июня 2007 г. № 396)
Бакунов Наиль Габрахимович (присвоено решением Земского собрания Бардымского муниципального района от 7 июня 2007 г. № 401)
Абубакиров Халиль Такиевич (присвоено решением Земского собрания Бардымского муниципального района от 7 июня 2007 г. № 400)
Илькаев Шафигулла Хамитович (присвоено решением Земского собрания Бардымского муниципального района от 25 апреля 2008 г. № 556)
Кантуганов Ахнаф Магасумович (присвоено решением Земского собрания Бардымского муниципального района от 4 июня 2009 г. № 745)
Аширов Идият Мукимович (присвоено решением Земского собрания Бардымского муниципального района от 9 июня 2010 г. № 60)
Тякин Ханиф Назмухаматов (присвоено решением Земского собрания Бардымского муниципального района от 9 июня 2010 г. № 62)
Исмагилов Риф Аминович (присвоено решением Земского собрания Бардымского муниципального района от 19 мая 2011 г. № 272)
Тугумов Тауфикзян Галимзянович (присвоено решением Земского собрания Бардымского муниципального района от 31 мая 2012 г. № 497)
Чекменев Михаил Степанович (присвоено решением Земского собрания Бардымского муниципального района от 31 мая 2012 г. № 498)
Ахмаров Рафил Назирович(присвоено решением Земского собрания Бардымского муниципального района от 23 мая 2013 г. № 678)
Акманаева Рахима Габдулловна (присвоено решением Земского собрания Бардымского муниципального района от 23 мая 2013 г. № 679)
Аптуков Минимулла Махмутович (присвоено решением Земского собрания Бардымского муниципального района от 23 мая 2013 г. № 679)
Акбашев Юнус Мухлисович (присвоено решением Земского собрания Бардымского муниципального района от 5 июня 2014 г. № 836)
Алдаров Альберт Тауфикович (присвоено решением Земского собрания Бардымского муниципального района от 5 июня 2014 г. № 837)
Назин Салим Назипович (присвоено решением Земского собрания Бардымского муниципального района от 5 июня 2014 г. № 838)
Зиятов Кадырзян Саитович (присвоено решением Земского собрания Бардымского муниципального района от 18 июня 2015 г. № 963)
Кучуков Малик Габтельбарович (присвоено решением Земского собрания Бардымского района от 25 мая 2016 г. № 140)
Каримов Гимран Зарипович (присвоено решением Земского собрания Бардымского муниципального района от 25 мая 2016 г. № 141)
Урастемиров Ихсан Шакирович (присвоено решением Земского собрания Бардымского муниципального района от 8 июня 2017 г. № 313)
Ишмуратов Туфхат Суфиевич (присвоено решением Земского собрания Бардымского муниципального района от 8 июня 2017 г. № 314)
Юсупкулова Светлана Ахтямовна (присвоено решением Земского собрания Бардымского муниципального района от 30 мая 2018 г. № 427)
Ибрагимова Сафира Ахметзяновна (присвоено решением Земского собрания Бардымского муниципального района от 30 мая 2018 г. № 428)
Амиров Руфхат Шарифзянович (присвоено решением Земского собрания Бардымского района от 30 мая 2019 г. № 609)
Габдулхакова Завгария Саетгалиевна (присвоено решением Земского собрания Бардымского муниципального района от 30 мая 2019 г. № 610)
Батыркаев Равиль Мубаракович (присвоено решением Думы Бардымского муниципального округа от 26 мая 2021 г. № 267)
Исмагилова Нурия Габдрахмановна (присвоено решением Думы Бардымского муниципального округа от 26 мая 2021 г. № 268)
Нуриханова Гузяль Фазлетдиновна (присвоено решением Думы Бардымского муниципального округа от 26 мая 2022 г. № 421)